# 张业 (后蜀)
张业（？—948年8月24日），本名知业，浚仪（今河南省开封市）人，五代十国后唐、后蜀大臣。
张知业为孟知祥避讳，改名张业。他骁勇善战，跟随孟知祥入蜀，有战功，孟知祥称帝，官至右匡圣马步都指挥使、宁江军节度使。孟昶即位，加检校太尉。明德元年（934年），他的舅父李仁罕获罪被杀，张业掌握兵权，孟昶为了安抚他，任命他为同平章事。广政元年（938年），进为左仆射，兼任中书侍郎、同平章事。广政三年（940年）和赵季良、毋昭裔分判三司，张业判度支。张业奢侈，强买人田宅，藏匿亡命之徒，在私宅设立监狱囚禁负债者，很多人在他家中的监狱死去。广政十一年（948年）有人密告皇帝张业、張繼昭父子谋反，孟昶查访他专权不法的行径，等他上朝时，将他杀死，下诏历数罪恶，籍没其家。